# NGC 5897
NGC 5897 (другие обозначения — GCL 33, ESO 582-SC2) — шаровое скопление в созвездии Весы.
Дрейер, автор каталога NGC, описывает скопление NGC 5897 как достаточно слабое, большое, неравномерно круглое, с постепенным возрастанием яркости к середине. Он также сказал, что оно вполне разрешимо на звезды, хотя у него и отсутствует плотное ядро, характерное для большинства шаровых скоплений. NGC 5897 расположено в 45000 св. лет от Земли.